# Seigy
Seigy és un municipi francès, situat al departament del Loir i Cher i a la regió de Centre – Vall del Loira. L'any 2007 tenia 1.107 habitants.

## Demografia

### Població
El 2007 la població de fet de Seigy era de 1.107 persones. Hi havia 500 famílies, de les quals 148 eren unipersonals (52 homes vivint sols i 96 dones vivint soles), 212 parelles sense fills, 132 parelles amb fills i 8 famílies monoparentals amb fills.
La població ha evolucionat segons el següent gràfic:
Habitants censats

### Habitatges
El 2007 hi havia 619 habitatges, 503 eren l'habitatge principal de la família, 62 eren segones residències i 53 estaven desocupats. 605 eren cases i 14 eren apartaments. Dels 503 habitatges principals, 429 estaven ocupats pels seus propietaris, 69 estaven llogats i ocupats pels llogaters i 5 estaven cedits a títol gratuït; 6 tenien una cambra, 24 en tenien dues, 86 en tenien tres, 153 en tenien quatre i 235 en tenien cinc o més. 416 habitatges disposaven pel capbaix d'una plaça de pàrquing. A 240 habitatges hi havia un automòbil i a 229 n'hi havia dos o més.

### Piràmide de població
La piràmide de població per edats i sexe el 2009 era:
| Homes | Edats   | Dones |
| ----- | ------- | ----- |
| 0     | 95 o +  | 0     |
| 0     | 90 a 94 | 12    |
| 8     | 85 a 89 | 24    |
| 12    | 80 a 84 | 12    |
| 24    | 75 a 79 | 52    |
| 32    | 70 a 74 | 44    |
| 56    | 65 a 69 | 48    |
| 64    | 60 a 64 | 48    |
| 20    | 55 a 59 | 24    |
| 32    | 50 a 54 | 36    |
| 48    | 45 a 49 | 24    |
| 28    | 40 a 44 | 36    |
| 36    | 35 a 39 | 44    |
| 36    | 30 a 34 | 32    |
| 24    | 25 a 29 | 28    |
| 12    | 20 a 24 | 28    |
| 24    | 15 a 19 | 24    |
| 16    | 10 a 14 | 36    |
| 16    | 5 a 9   | 24    |
| 32    | 0 a 4   | 20    |

## Economia
El 2007 la població en edat de treballar era de 610 persones, 417 eren actives i 193 eren inactives. De les 417 persones actives 391 estaven ocupades (204 homes i 187 dones) i 26 estaven aturades (7 homes i 19 dones). De les 193 persones inactives 107 estaven jubilades, 47 estaven estudiant i 39 estaven classificades com a «altres inactius».

### Ingressos
El 2009 a Seigy hi havia 514 unitats fiscals que integraven 1.151,5 persones, la mediana anual d'ingressos fiscals per persona era de 17.819 €.

### Activitats econòmiques
Dels 38 establiments que hi havia el 2007, 1 era d'una empresa extractiva, 1 d'una empresa alimentària, 3 d'empreses de fabricació d'altres productes industrials, 12 d'empreses de construcció, 8 d'empreses de comerç i reparació d'automòbils, 1 d'una empresa de transport, 3 d'empreses d'hostatgeria i restauració, 1 d'una empresa d'informació i comunicació, 1 d'una empresa financera, 2 d'empreses immobiliàries i 5 d'empreses de serveis.
Dels 17 establiments de servei als particulars que hi havia el 2009, 2 eren tallers de reparació d'automòbils i de material agrícola, 3 paletes, 2 guixaires pintors, 2 fusteries, 1 lampisteria, 3 electricistes, 1 empresa de construcció, 1 veterinari, 1 restaurant i 1 agència immobiliària.
Dels 3 establiments comercials que hi havia el 2009, 1 era un supermercat, 1 una botiga de roba i 1 una joieria.
L'any 2000 a Seigy hi havia 20 explotacions agrícoles que ocupaven un total de 135 hectàrees.

## Equipaments sanitaris i escolars
El 2009 hi havia una escola elemental integrada dins d'un grup escolar amb les comunes properes formant una escola dispersa.

## Poblacions més properes
El següent diagrama mostra les poblacions més properes.